# XIII (テレビドラマ)
XIII(サーティーン)は2008年に、カナダとフランスが制作したミニドラマである。フランスでは2008年10月6日から13日にCanal+で放送された。日本ではWOWOWで2009年に放送、AXNでは2010年11月3日から4回にわけて放送された。

## 概要
原作は、ジャン・ヴァン・ハムとウィリアム・ヴァンスのバンド・デシネである。

## ストーリー
肩に「XIII」と書かれた入れ墨がある記憶を失った男が、米国初の女性大統領暗殺の陰謀に巻き込まれていく。

## 登場人物

### The XX
13（サーティーン）
演-スティーヴン・ドーフ
本名は、スティーブ・ローランド。元デルタフォースのオペレーター。
マングース
演-ヴァル・キルマー
暗殺者。番号はXII。
キム・ローランド
演-ジェサリン・ギルシグ
スティーブ・ローランドの妻。番号はXVII。
ウォーリー・シェリダン
演-テッド・アザートン
アメリカ合衆国大統領候補者の一人。番号はI。
エラリー・シップリー

アメリカ合衆国国防長官。番号はIII。

### その他の人物
キャリントン将軍
演-スティーヴン・マクハティ
ジョーンズ捜査官
演-ルシンダ・デイヴィス
エイモス大佐
演-グレッグ・ブリック
サム
演-カテリーナ・ムリーノ
カルヴィン・ワックス
演-ジョナサン・ヒギンズ
アメリカ合衆国大統領首席補佐官。番号はII。
ガルブレイン大統領
演-ジョン・ブージェス

### スタッフ
- 監督 : デュエイン・クラーク
- 製作総指揮：ジェイ・ファイアストーン
- 撮影：デヴィッド・グリーン
- 音楽：ニコラ・エレラ